# Розсвіт (Романовський район)
Розсві́т (рос. Рассвет) — селище у складі Романовського району Алтайського краю, Росія. Адміністративний центр та єдиний населений пункт Розсвітівської сільської ради.

## Населення
Населення — 342 особи (2010; 455 у 2002).
Національний склад (станом на 2002 рік):
- росіяни — 91 %